# Egoi Martínez

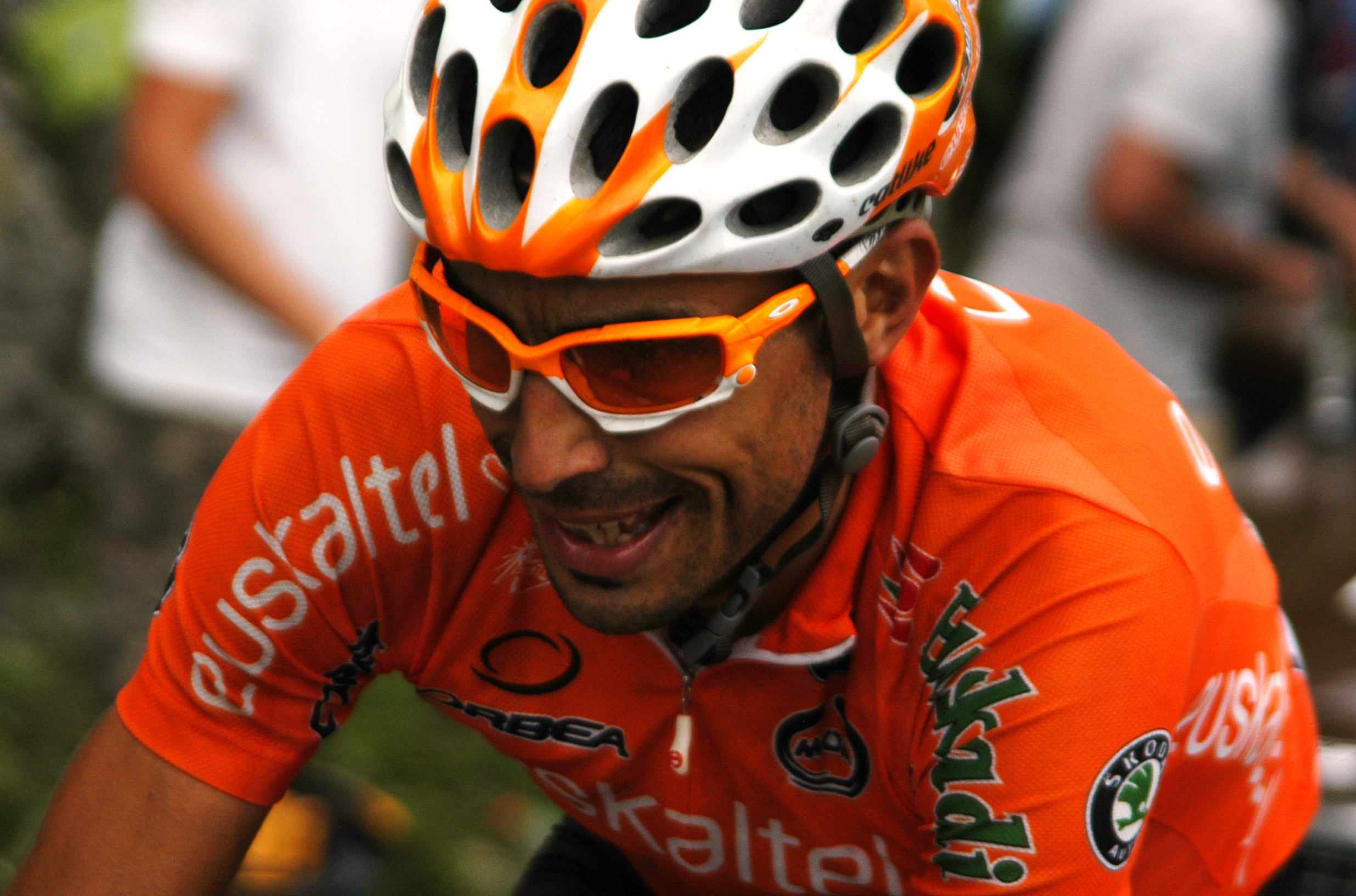
Martinez durante o Tour de France de 2009

Egoi Martínez de Esteban (Etxarri-Aranatz, Navarra, 15 de maio de 1978) é um ciclista profissional espanhol que participa em competições de ciclismo de estrada.